# Отиневичі
Отине́вичі — село в Стрийському районі Львівської області України. Населення становить 592 осіб.

## Історія
Село згадується 4 квітня 1458 р.
У податковому реєстрі 1515 року в селі документується 5 ланів (близько 150 га) оброблюваної землі.
У селі є дерев'яна церква Воздвиження Чесного Хреста (1896).

## Політика

### Парламентські вибори, 2019
На позачергових парламентських виборах 2019 року у селі функціонувала окрема виборча дільниця № 460332, розташована у приміщенні школи.
Результати
- зареєстровано 514 виборців, явка 60,31%, найбільше голосів віддано за «Слугу народу» — 25,16%, за «Голос» — 23,23%, за «Європейську Солідарність» — 17,42%.[5] В одномандатному окрузі найбільше голосів отримав Андрій Кіт (самовисування) — 52,90%, за Володимира Гаврона (Голос) — 13,87%, за Андрія Гергерта (Всеукраїнське об'єднання «Свобода») — 10,32%[6].

## Пам'ятки
- Пам'ятники загиблим землякам (скульптор — Микола Посікіра, у співавторстві з архітектором Богданом Черкесом);
- багатошарове поселення[d] (культури лійчастого посуду, шнурової кераміки, ранньоскіфського часу, періодів Київської Русі (XII—XIII ст.) і пізнього середньовіччя (XIV—XVII ст.)), 0,5 км на південний схід від села, урочище Кузь-гора, видовжено-овальний острівець серед заплави річки Луг;
- двошарове поселення[d] (культура ранньоскіфського часу і період Київської Русі (XII—XIII ст.)), південно-східна околиця села, урочище Острівець, невисоке піщане підвищення серед заболоченої заплави р. Луг;
- двошарове поселення[d] (культура ранньоскіфського часу), 1,5 км на схід від села, урочище Берізки, схил берега р. Луг;

## Відомі уродженці

### Народилися
- Артур Ґроттґер (1837–1837) — видатний польський художник-романтик.
- Володимир Коцовський (10 вересня 1860 — †11 лютого 1921) — український літературознавець, філолог, письменник, перекладач, педагог.

### Працювали
- Денис Теліщук (1885–1952) — український священник, капелан УГА, в'язень ГУЛАГу, першою його парафією було село Отиневичі.
- Орест Корчинський (1952) — український археолог, у 1977—1978 роках викладав курс історії та суспільствознавства у місцевій восьмилітній школі.